# Richard Wenk
Richard Wenk (Metuchen, Nueva Jersey, Estados Unidos; 1956) es un director, productor, actor y guionista de cine y televisión estadounidense.

## Carrera
Nacido en Plainfield, Nueva Jersey en 1956, desarrolló su interés en el cine mientras estaba en la escuela secundaria a través de un maestro que lo introdujo en la vibrante escena de las casas de reavivamiento en la ciudad de Nueva York. Obtuvo una licenciatura en estudios cinematográficos en la Universidad de Nueva York y comenzó a conseguir trabajos de producción poco después de graduarse. Mientras trabajaba en un "Especial para después de la escuela de ABC" (ABC, 1972-1997), utilizó a parte del equipo de ese proyecto para trabajar en una película corta de comedia de terror llamada Dracula Bites the Big Apple (1979) que hizo las rondas. en el circuito de festivales. En 1982, recibió una clase magistral de realización cinematográfica cuando fue contratado para servir como asistente de John Huston en la versión cinematográfica del exitoso musical de Broadway Annie (1982).
En el medio cinematográfico norteamericano es conocido principalmente por sus papeles como guionista en películas de gran éxito como The Mechanic (2011) con Jason Statham; The Expendables 2 (2012) con Sylvester Stallone, Jean-Claude Van Damme, Jason Statham, Dolph Lundgren, Arnold Schwarzenegger, Bruce Willis y Terry Crews; The Equalizer (2014) y su suecuela The equalizer 2 (2018) ambas con Denzel Washington; Jack Reacher: Never Go Back (2016) con Tom Cruise; Renegades (2017) protagonizado por J.K. Simmons, Sullivan Stapleton y Charlie Bewley; y The Protégé con Michael Keaton y Maggie Q. Antoine Fuqua es uno de los directores que han trabajado con Richard.
Como director de cine, y cuatro años después de Annie, cuatro años más tarde, el pionero del cine independiente Roger Corman vio una proyección de Drácula y contrató a Wenk para escribir el guion de una cinta de horror y humor negro de vampiros para adolescentes llamada Vamp en 1986. Después de leer el proyecto terminado, el productor Donald Borchers le permitió también dirigir la película, protagonizado por Grace Jones, Chris Makepeace, Sandy Baron, Dedee Pfeiffer y Robert Rusler. También dirigió las películas Just the Ticket en 1998 (del que también fue guionista) con Andy García y Andie MacDowell; y Wishcraft (2002) junto a Michael Weston, Alexandra Holden y Huntley Ritter .
Como actor y con roles de reparto intervino en las películas Just the Ticket, y en 16 Blocks (2006) esta última con Bruce Willis.
Como director de televisión tuvo un año activo en 1994 con las series Attack of the 5 Ft. 2 Women y Sweet Valley High con mellizas Cynthia Daniel y Brittany Daniel.

## Filmografía
Como director:
- 2002: Wishcraft
- 1998: Just the Ticket
- 1986: Vamp
- 1979: Dracula Bites the Big Apple (Cortometraje)

Como asistente de dirección:
- 1982: Annie

Como actor: 
- 2006: 16 Blocks
- 1998: Just the Ticket

Como guionista:
- 2023: Kraven the Hunter
- 2023: The Equalizer 3
- 2021: The Protégé
- 2018: The Equalizer 2
- 2017: Renegades
- 2016: Jack Reacher: Never Go Back
- 2016: The Magnificent Seven
- 2016: Countdown
- 2014: The Equalizer
- 2012: The Expendables 2
- 2011: The Mechanic
- 2006: 16 Blocks
- 1998: Just the Ticket
- 1986: Vamp

## Televisión
Como director:
- 1994: Sweet Valley High
- 1994: Attack of the 5 Ft. 2 Women

Como productor y coproductor:
- 2018: The equalizer 2
- 2004: The Girl Next Door
- 1979: Dracula Bites the Big Apple (Cortometraje)